# Panhandle
Panhandle – miasto w Stanach Zjednoczonych, w stanie Teksas, w  hrabstwie Carson. W 2000 roku liczyło 2 589 mieszkańców.